# بنيامين فورستر
بنيامين فورستر (بالألمانية: Benjamin Förster)‏ (14 نوفمبر 1989 في ألمانيا - ) هو لاعب كرة قدم ألماني (وحمل سابقاً جنسية ألمانيا الشرقية) في مركز الهجوم. لعب مع كيمنتزر ونادي إلفرسبيرغ.

## وصلات خارجية
- بنيامين فورستر على موقع قاعدة بيانات كرة القدم.إي يو (الإنجليزية)
- بنيامين فورستر على موقع بيانات كرة القدم. دي إي (الألمانية)
- بنيامين فورستر على موقع عالم كرة القدم.نت (الإنجليزية)